# كالوم حسن
كالوم حسن (بالإنجليزية: Callum Hassan)‏ (23 يناير 1993 بساوثوورك في المملكة المتحدة - ) هو لاعب كرة قدم بريطاني في مركز الهجوم. لعب مع نادي هارتلبول يونايتد ونادي بليث سبارتانز وويتبي تاون ‏ ونادي هاروجيت تاون وبيلينغهام سينثونيا ‏ وبيشوب أوكلاند ‏ ونادي ووركينغتون ووست أوكلاند تاون ‏.

## وصلات خارجية
- كالوم حسن على موقع قاعدة بيانات كرة القدم.إي يو (الإنجليزية)
- كالوم حسن على موقع Soccerbase.com (لاعب) (الإنجليزية)
- كالوم حسن على موقع Soccerway.com (الإنجليزية)